# Hiroyuki Ishida
Hiroyuki Ishida (ur. 31 sierpnia 1979) – japoński piłkarz występujący na pozycji napastnika.

## Kariera piłkarska
Od 1998 do 2013 roku występował w Shimizu S-Pulse, Tokyo Verdy, Clementi Khalsa, Sydney Olympic, Perth Glory, Johor Darul Takzim, Ventforet Kofu, Sagan Tosu i Fujieda MYFC.